# Gaetana (album)
Gaetana è il primo album in studio della cantante italiana Giusy Ferreri, pubblicato il 14 novembre 2008 in Italia e Svizzera dalle etichette discografiche Sony BMG e Ricordi e, nel 2009, in Grecia, Belgio, Francia, Germania e Spagna.

## Produzione

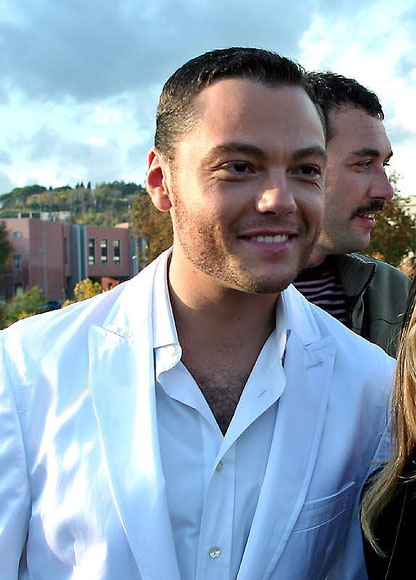
Tiziano Ferro è il produttore artistico dell'album Gaetana nonché autore di sei canzoni contenute in esso.

Il disco è stato pubblicato a soli cinque mesi di distanza dal precedente lavoro della cantante, l'extended play Non ti scordar mai di me. Giusy Ferreri ha dichiarato in un'intervista al blog di critica televisiva  DavideMaggio.it  che per realizzazione del suo primo disco ha potuto contare sul supporto del cantautore e produttore discografico Tiziano Ferro e del cantautore, paroliere e compositore Roberto Casalino.  Tiziano Ferro ha, infatti, scritto sei delle canzoni presenti nell'album e lo ha prodotto insieme a Michele Canova Iorfida.

## Il titolo
Il titolo è una dedica alla nonna della cantante, "una nonna modaiola e rock", il cui nome è proprio Gaetana.

## Brani
Il brano d'apertura di Gaetana è L'amore e basta!, duetto con l'autore del pezzo Tiziano Ferro ed è una ballata pop con un'atmosfera che echeggia a climi intensi e passionali (come in Stai fermo lì e Aria di vita). La seconda traccia nonché primo singolo estratto dall'album è Novembre che è un brano pop trascinante dalle sonorità anni ottanta mentre la terza traccia Stai fermo lì (secondo singolo estratto) è un brano pop rock il cui andamento è monotono. Si prosegue con Non ti scordar mai di me, tormentone dell'estate 2008, già contenuto nel precedente extended play della cantante dal titolo omonimo.
Le successive due tracce dal titolo Aria di vita e Passione positiva portano la firma di Tiziano Ferro. La prima ha un ritmo molto soul mentre la seconda si avvicina ad un mix tra pop e hip hop. La successiva traccia, La scala (The Ladder), è il terzo e ultimo singolo estratto dall'album ed è una ballad rock trascinante scritta da Linda Perry così come Cuore assente (The La La Song) (undicesima traccia di Gaetana), brano pop, che rimanda agli anni sessanta. Le successive tracce Pensieri e In assenza sono firmate dalla Ferreri e la seconda canzone è immediata, malinconica e trova la vera forza in buon ritornello. In Il sapore di un altro no, Sergio Cammariere ha curato l'arrangiamento. La penultima traccia, Piove, è stata scritta dalla Ferreri ed ha un testo invitante, semplice ma popolare e con un ritornello piacevole mentre l'ultima, Il party, è un brano dance e incalzante.

## Accoglienza
| Recensione      | Giudizio |
| --------------- | -------- |
| AllMusic        |          |
| Musica e dischi |          |
| FullSong.it     |          |

Gaetana è stato accolto in maniera generalmente positiva da parte dei critici musicali. AllMusic, database di metadati di musica, diretto dalla All Media Network, ha assegnato all'album un totale di quattro stelle su cinque. Cristiana Vianello di Musica e Dischi, più importante rivista musicale specializzata italiana, ha assegnato all'album tre stelle e mezzo su cinque ed ha definito Cuore assente e La scala (The Ladder) le tracce più trascinanti contenute in esso. Inoltre, ha aggiunto che, al primo ascolto, emerge una di quelle opere prime, rare ultimamente, in cui nulla serve per fare numero, ma tutto concorre a formare un capitolo essenziale di una storia.

## Tracce

### Edizione in italiano
1. L'amore e basta! (feat. Tiziano Ferro) – 4:00 (Tiziano Ferro)
2. Novembre – 3:08 (Roberto Casalino)
3. Stai fermo lì – 3:58 (testo: Tiziano Ferro – musica: Tiziano Ferro, Roberto Casalino)
4. Non ti scordar mai di me – 3:29 (Roberto Casalino, Tiziano Ferro)
5. Aria di vita – 3:22 (Tiziano Ferro)
6. Passione positiva – 3:39 (testo: Tiziano Ferro – musica: Tiziano Ferro, Roberto Casalino)
7. La scala (The Ladder) – 4:15 (Linda Perry)
8. Pensieri – 4:23 (Maurizio Parafioriti, Giusy Ferreri)
9. In assenza – 5:23 (Giusy Ferreri)
10. Il sapore di un altro no – 3:30 (testo: Sergio Cammariere, Tiziano Ferro, Roberto Kunstler – musica: Sergio Cammariere, Tiziano Ferro)
11. Cuore assente (The La La Song) – 4:56 (Linda Perry)
12. Piove – 3:55 (Giusy Ferreri)
13. Il party – 3:35 (Giusy Ferreri, Roberto Zappalorto) – Traccia bonus

Traccia bonus disponibile solo su iTunes
1. Nunca te olvides de mí – 3:29

### Edizione in spagnolo
1. ¡El amor y basta! (feat. Tiziano Ferro) – 3:58 (Tiziano Ferro)
2. Noviembre – 3:08 (testo: Tiziano Ferro – musica: Roberto Casalino)
3. Parado ahí – 3:58 (testo: Tiziano Ferro – musica: Tiziano Ferro, Roberto Casalino)
4. Nunca te olvides de mí – 3:27 (testo: Roberto Casalino, Mila Ortiz Martín – musica: Roberto Casalino, Tiziano Ferro)
5. Aire de vida – 3:21 (Tiziano Ferro)
6. Pasión positiva – 3:39 (testo: Tiziano Ferro – musica: Tiziano Ferro, Roberto Casalino)
7. La scala (The Ladder) – 4:14 (Linda Perry)
8. Pensamientos – 4:23 (Giusy Ferreri)
9. En ausencia de ti – 5:24 (Giusy Ferreri)
10. La amargura de otro no – 3:29 (testo: Nuria Díaz Reguera, Raquel Díaz Reguera – musica: Sergio Cammariere, Tiziano Ferro)
11. Cuore assente (The La La Song) – 4:56 (Linda Perry)
12. Llueve – 3:55 (testo: Tiziano Ferro – musica: Giusy Ferreri)
13. El party – 3:29 (testo: Tiziano Ferro – musica: Roberto Zappalorto)

## Formazione
- Giusy Ferreri – voce
- Christian "Noochie" Rigano – pianoforte, programmazione, sintetizzatore, organo Hammond, Fender Rhodes
- Riccardo Onori – chitarra elettrica, programmazione, basso, chitarra acustica, ukulele
- Davide Tagliapietra – tastiera, programmazione, chitarra acustica, basso, chitarra elettrica
- Mylious Johnson – batteria

## Gaetana Club Tour
Tappe:
- 12 marzo - New Age - Roncade (TV)
- 13 marzo - Deposito Giordani - Pordenone
- 19 marzo - Atlantico (ex Palaxisalfa) - Roma
- 20 marzo - Casa della musica - Napoli
- 24 marzo - Estragon - Bologna
- 27 marzo - Fuori orario - Reggio Emilia
- 28 marzo - Palabam - Mantova
- 31 marzo - Sashall - Firenze
- 3 aprile - Hiroshima Mon Amour - Torino
- 7 aprile - Alcatraz - Milano

## Gaetana Estate Tour
Il Gaetana Estate tour 2009 è un tour estivo nelle piazze delle province italiane in supporto degli album Non ti scordar mai di me e Gaetana.

## Successo commerciale

### Italia
Gaetana ha debuttato al secondo posto nella Classifica FIMI Album ed ha mantenuto tale posizione, massima per questo lavoro discografico, per un totale di sette settimane non consecutive. Sino al 31 dicembre 2008, secondo i dati forniti da Musica e dischi, l'album ha venduto oltre 350 000 copie. Nel corso del 2009, Gaetana è stato nuovamente certificato disco di platino dalla Federazione Industria Musicale Italiana per avere venduto altre 70 000 copie, portando il totale di copie ad oltre 420 000.
Secondo i dati raccolti dalla rivista settimanale statunitense Billboard, l'album ha venduto, sino a gennaio 2010, un totale di 490 000 copie.

### Estero
Fuori dalla penisola italiana, Gaetana ha ottenuto buoni riscontri di vendite. In Svizzera, unico stato in cui l'album è stato reso disponibile a partire dal 2008, ha debuttato alla 20ª posizione ed è risultato essere la settima migliore entrata della settimana. L'album è rimasto in classifica per un totale di tredici settimane consecutive.
In Grecia, Gaetana ha raggiunto ottimi risultati di vendita. Nel corso della diciassettesima settimana del 2009, l'album ha raggiunto la seconda posizione nella classifica ufficiale degli album, superato solo dal dodicesimo album in studio dei Depeche Mode, Sounds of the Universe. Nel 2010, l'album ha ottenuto la certificazione disco di platino dall'IFPI Greece per avere venduto oltre 6 000 copie.

## Classifiche
| Classifica (2008-09) | Posizione massima |
| -------------------- | ----------------- |
| Belgio (Vallonia)    | 52                |
| Grecia               | 2                 |
| Italia               | 2                 |
| Svizzera             | 20                |

### Classifiche di fine anno
| Classifica (2008) | Posizione |
| ----------------- | --------- |
| Italia            | 11        |
| Classifica (2009) | Posizione |
| Italia            | 17        |

## Pubblicazione
| Stato    | Data             | Formato               | Etichetta Discografica     |
| -------- | ---------------- | --------------------- | -------------------------- |
| Italia   | 14 novembre 2008 | CD, Download digitale | Sony BMG, Ricordi          |
| Svizzera | 14 novembre 2008 | CD, Download digitale | Sony BMG                   |
| Grecia   | 21 gennaio 2009  | CD, Download digitale | Sony BMG                   |
| Francia  | 25 maggio 2009   | CD, Download digitale | Sony BMG                   |
| Belgio   | 25 maggio 2009   | CD, Download digitale | Sony BMG, Ariola Records   |
| Germania | 12 giugno 2009   | CD, Download digitale | Sony BMG, Ariola Records   |
| Spagna   | 16 giugno 2009   | CD, Download digitale | Sony BMG, Columbia Records |